# Friedrich August von Pauli
Friedrich August von Pauli (Osthofen, 6 de maio de 1802 – Kissingen, 26 de junho de 1883) foi um engenheiro civil e pioneiro da construção de pontes ferroviárias metálicas. Foi fundamental na construção das estradas de ferro do Reino da Baviera.

## Vida
Friedrich August von Pauli nasceu em 6 de maio em 1802 em Osthofen, próximo a Worms, nascido como o décimo-segundo filho da família de um pastor. Seu pai morreu em 1816. Como seu irmão Jacob já estudava jurisprudência na Universidade de Heidelberg, foi difícil para sua mãe mantê-lo no ginásio. Seu irmão Wilhelm, que era procurador de uma firma de Hamburgo em Manchester, propôs a sua mãe mandá-lo para morar com ele, zelando então pela continuação de sua formação. Assim, Friedrich August viajou no verão de 1817 para Manchester.

## Formação
Devido aos negócios que seu irmão dirigia, obteve conhecimentos sobre contabilidade e teve seu interesse despertado pela mecânica através das obras de uma biblioteca. Seu irmão Wilhelm reconheceu esta potencialidade e enviou Friedrich August até o físico John Dalton (1766–1844), que lhe deu aulas particulares de matemática e mecânica. Na oficina de um mecânico obteve dois anos de instrução prática em mecânica prática e engenharia. No inverno de 1820 Wilhelm ficou gravemente doente e morreu em julho de 1821. Friedrich August passou assim a depender de sí mesmo em um país estrangeiro. No final de sua aprendizagem técnica abriu na primavera de 1821 com seus próprios recursos uma oficina de usinagem de metais. Mas seu rendimento não foi suficiente para garantir a subsistência. Friedrich August decidiu então voltar para a Alemanha. Estudou depois de uma busca de trabalho sem sucesso até 1823 matemática e ciências naturais na Universidade de Göttingen.
Em seguido Pauli foi aceito no pela gravação Pauli no "Kreis-Baubureau Speyer" como aspirante a construtor. O trabalho inicial foi a concepção, projeto e cálculo de custos na construção de estradas. No outono de 1824 foram danificadas por inundação as barragens em quase todo o lado bávaro do Reno, sendo Pauli - juntamente com outros - responsável pela reparação.
Em maio de 1825 viajou para Munique para participar das provas de um concurso, o primeiro "Staatsexamen". Devido ao seu conhecimento sobre mecânica foi-lhe recomendado prosseguir o exame para o serviço nas salinas. No verão Pauli se preparou em Munique para o "exame de mineração". Após a morte do rei Maximiliano I José da Baviera em outubro 1825, foi planejado reduzir drasticamente o número de funcionários públicos. Pauli recebeu a notícia de que, nestas circunstâncias, em primeiro lugar nenhum exame seria mais organizado.
Um benfeitos de Pauli comunicou-lhe então sobre a possibilidade de ele assistir à aulas de Joseph von Fraunhofer. Fraunhofer reconheceu as habilidades de seu aluno e lhe ofereceu trabalho sem obrigação recíproca de emprego vitalício em seu instituto. Pauli tornou-se gradualmente assistente de Fraunhofer, tanto nas oficinas e na ciência. No inverno de 1825 Fraunhofer ficou gravemente doente e Pauli o acampanhou temporariamente, até Fraunhofer morrer em sua presença em 7 de junho de 1826. Após a morte de Fraunhofer o instituto deveria passar a ser propriedade do estado. Fraunhofer tinha decretado em um contrato que Pauli deveria ser inspetor e seu sucessor. Mas Pauli recusou a oferta correspondente do ministério das finanças.

## Carreira profissional
Pauli retornou para Speyer, onde foi admitido em 26 de julho de 1826 como prático de construções. Sua tarefa era calcular, juntamente com o Oberbaurat Panzer, o nivelamento para a continuação do Canal Monsieur, atualmente uma seção do Canal Ródano-Reno, a partir da fronteira com a França até Speyer, e estipular o custo da construção.
Em 1827 Pauli foi nomeado "engenheiro auxiliar". Depois que o projeto do canal foi concluído no mesmo ano, Pauli foi transferido para Munique. A administração das salinas mostrou interesse por ele, para trabalhos em engenharia civil e mecânica. Porém trabalhou inicialmente em um outro canal, o Canal Meno-Danúbio, de Kelheim no Danúbio até Bamberg no Meno. Foi Pauli quem teve de determinar a rota. Ele investigou assim os divisores de água entre o Danúbio e o Meno, os vales e as quantidades de água dos artérias fluviais, com as quais o canal poderia ser alimentado. Devido ao seu relatório foi decidido que a linha do canal deveria passar por Neumarkt in der Oberpfalz. A partir da primavera de 1828 projetou de forma concreta o mais tarde denominado Canal Ludwig. Isto ocupou-o até o início de 1832. Em abril de 1832 foi reorganizado o Departamento de Construções do Estado e Pauli tornou-se conselheiro do então denominado Bau-Inspektion Reichenhall. Em 1835 foi nomeado engenheiro-chefe da autoridade de planeamento superior, professor de mecânica superior da Universidade de Munique (na prática ele nunca assumiu esta função) e o segundo diretor da Polytechnische Schule.

## Obras
- 1828–1832: Projeto do Ludwig Canal Kelheim – Bamberg
- 1841–1853: Ludwig-Süd-Nord-Bahn Lindau – Hof com a Schiefe Ebene entre Neuenmarkt-Wirsberg e Marktschorgast
- 1844–1854: Ludwigs-Westbahn
- 1851–1860: Bayerische Maximiliansbahn Munique – Salzburg
- 1857: Ponte Großhesselohe